# نفرین‌شده (فیلم)
نفرین‌شده (اسپانیایی: Embrujada‎) یک فیلم سکسنتفاعی ترسناک آرژانتینی است که در سال ۱۹۶۹ منتشر شد. از بازیگران آن می‌توان به ایسابل سارلی و بیکتور بو اشاره کرد.